# Franco Pérez (calciatore 2001)
Franco Marcelo Pérez Portillo, noto semplicemente come Franco Pérez (Joaquín Suárez, 1º agosto 2001), è un calciatore uruguaiano, attaccante del Rentistas.

## Caratteristiche tecniche
È un'ala sinistra.

## Carriera
Cresciuto nel settore giovanile del Rentistas, ha esordito in prima squadra il 7 marzo 2020 disputando l'incontro di Primera División Profesional vinto 4-1 contro il Dep. Maldonado, match dove ha anche segnato la rete del momentaneo 2-1.